# Comusia cheesmanae
Comusia cheesmanae är en skalbaggsart som först beskrevs av J. Linsley Gressitt 1959.  Comusia cheesmanae ingår i släktet Comusia och familjen långhorningar. Inga underarter finns listade i Catalogue of Life.